# サトゥールン AL-55

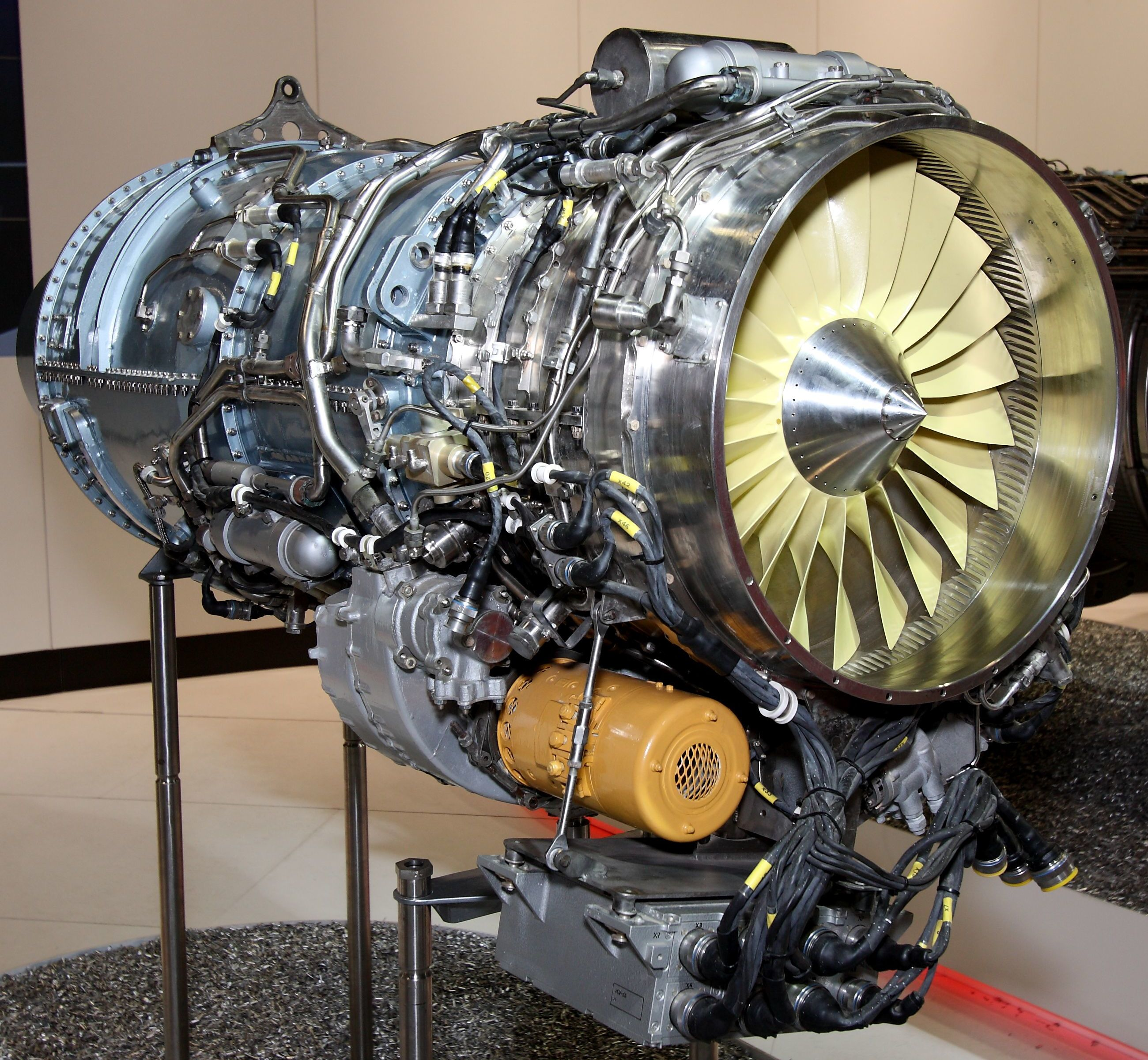
MAKS2011で展示されたAL-55

AL-55（ロシア語: АЛ-55）はロシアのNPOサトゥールン社によって先進的な練習機や無人機(UAV)や軽攻撃機用に開発、製造されるターボファンエンジンである。
製造はロシアのサトゥールンとウファ・エンジン製造合同が出資した50:50に応じて分担しており、サトゥールンはエンジンコアの製造、地上及び飛行試験、最終組み立てを実施しウファはそれ以外を担当する。そのほかインドでは2016年よりヒンドスタン航空機でライセンス生産を開始する予定である。2021年時点でエンジンはスタンドで5,000時間以上稼働し、4,500サイクル以上の同等の周期的テストにも合格しているとされている。

## 開発
AL-55の開発は1998年に始まった。サトゥールンは繰り返しトレードショーで宣伝してきたが顧客の不在と資金調達問題により開発は進まなかった。
2004年にインドはエンジンに問題があったHAL HJT-36練習機のエンジンとして選択されたことに伴い、2005年から最初のベンチテストが開始された。
HJT-36用のAL-55Iの開発のための契約は6月に締結され、更に8月にはMAKSでロシアのロソボロネクスポルトとして知られる輸出機構とインドのヒンドスタン航空機(HAL)は最大1,000基のAL-55Iエンジンのライセンス生産に合意した。この合意には250基のエンジンをインド内のHALの施設でHJT-36練習機とHJT-39軽攻撃機の動力として製造する確定注文を含まれている。
2008年8月19日、MiG-AT"83"がエンジンをAL-55Iに換装して初飛行し、試験飛行を開始した。同年11月14日にはエンジンがMiG-AT上で正常にテストされており、受け入れテストのための準備を行っていることが報告された。
2009年、インドのHALのための3基のプロトタイプの受け入れ試験を完了。
2010年4月27日、50kg以上重量を減少させたアップグレード型AL-55Iのベンチテストを開始した。これは主要コンポーネントおよびエンジンシステムの寿命を延長するために実施された。8月には主要な開発作業が完了、翌年にはHJT-36の認定テストプログラムを正常に完了し、追加で10基の供給契約が結ばれた。

## 設計
設計にはAL-31Fの開発経験が生かされている。これに関してAL-31Fの単なるスケールダウン型とされることもあるが、これは間違いである。AL-55はAL-31Fエンジンと比較して1/4に満たない重量であるが、同規模のラルザックと比べ25%ほど上回る推力を発揮し、より高い高度で効果的に動作することができる。ラルザック 04R20とは完全な互換性を持ち、換装も可能である。
また、3つのオイルタンクと自律した滑油系統、NPO モルニヤ製のESU-55 FADECにより、AL-55はラルザックと比較して広いエンベロープ条件を有しており搭載機はほぼ時間無制限での背面飛行が可能である
モジュラー構造により、現地では複雑な整備を避け分割して交換できるため整備が容易で、過酷な環境下において良好な性能を保持できる。

## 派生型
AL-55
標準型。推力2,200kg。
AL-55I
インドでのライセンス生産用に設計された派生機種。ベースのAL-55は2,500kgの最大推力を持つが、インドの技術的課題により1,760kgに制限されている。将来的にはHJT-39向けに2,200kgの推力を持つタイプを供給する予定である。
AL-55I-UVT
推力偏向ノズルを追加したもの。計画中。
AL-55M
改良型。計画中。
AL-55F
アフターバーナーを追加し、推力を3,500kgに増強したもの。ドライ推力は2,200kg。計画中。
AL-61
推力を4,600kgに増強したモデル。計画中。
AL-155
アフターバーナー追加型。ドライ推力3,200kg、アフターバーナー点火時5,000kg。計画中。
AL-57
高バイパス型。推力2,600kg。計画中。

## 搭載機
- HJT-36 シターラ

AL-55Iを搭載。
- MiG-AT

83にAL-55Iを搭載するも機体の開発自体が中止された。
- SR-10

試作機はAI-25を搭載していたが、量産機のエンジンとして搭載される予定。

### 提案
- HJT-39（英語版）

提案していたが、計画は事実上棚上げ状態にある。
- Yak-130[17]
- L-15

提案のみ。AI-222-25を採用している。
- Su-25

エンジンの近代化案として提案。R-95ShやR-195から換装した場合、航続距離は1.5倍に拡大し、燃料消費量を40%削減できるとされていた。
- 無人航空機

スホーイのBLS-62などに提案。

## 仕様諸元（AL-55I）
一般的特性
- 形式: 2重系統 ターボファン
- 全長: 1,950 mm
- 直径: 462 mm（インレット）
- 乾燥重量: 315 kg

構成要素
- 圧縮機: 2軸式低圧 (LP) と高圧 (HP) とアニュラ型燃焼器 
  - 低圧圧縮機:3段
  - 高圧圧縮機:5段
- タービン: 低圧:単段、高圧:単段

性能
- 推力: 1,760kgf (離陸推力)
- 全圧縮比（英語版）: 17.5
- バイパス比: 0.515
- 空気流量: 28.5 kg/秒
- タービン入口温度: 1445 Tc
- 燃料消費率: 0.69 kg/kgf.h (限界点での燃料消費率), 0.645 kg/kgf.h (巡航時の燃料消費率)
- 推力重量比:
- 運用寿命: 1,200 時間[4]
- オーバーホールまでの時間 300時間[4]

出典: 